# 七項目の確認事項
七項目の確認事項（ななこうもくのかくにんじこう）とは、1968年（昭和43年）1月30日、大阪国税局長高木文雄（当時）と部落解放同盟中央本部ならびに部落解放大阪府企業連合会（略称は大企連または企業連）との間に結ばれた取決め。「7項目の確認事項」「七項目確認」「七項目の合意事項」「七項目の密約」「同和減免」「同和特別控除」「同和脱税」などとも呼ばれる。1969年1月には、部落解放同盟近畿ブロックとの間で「大阪方式」との名で他の近畿地方の府県にも拡大され、1970年2月には日本全国の国税局で同和特別控除が設けられた。確認事項によって、脱税請負、部落解放同盟企業連合会加盟者らに対する同和減免が行われていた。  
同和対策事業特別措置法の一応の失効（1979年）を目前にした1978年11月には「新七項目の約束事項」が取り決められた。2002年（平成14年）に、同和対策事業(同和対策事業特別措置法で定められた事業)も日本国政府による事業としては終了しており、翌2003年（平成15年）頃のインタビューで元法務大臣の前田勲男は「（課税上の同和減免は）近年はなくなったはず」と発言していた。しかし、2010年（平成22年）に同和減免を利用した脱税の指南で逮捕起訴された、 元小倉税務署長は「7項目の確認事項は前任者から引き継ぎをうけ、私も後任に引き継いだ」、「同和特別控除は、国の(同和対策事業特別措置法の)法失効後も、部落解放同盟の強い要望で、水面下で慣行化」している、と公判廷で証言した（後述）。

## 概要

### 部落解放同盟による府内での始まり

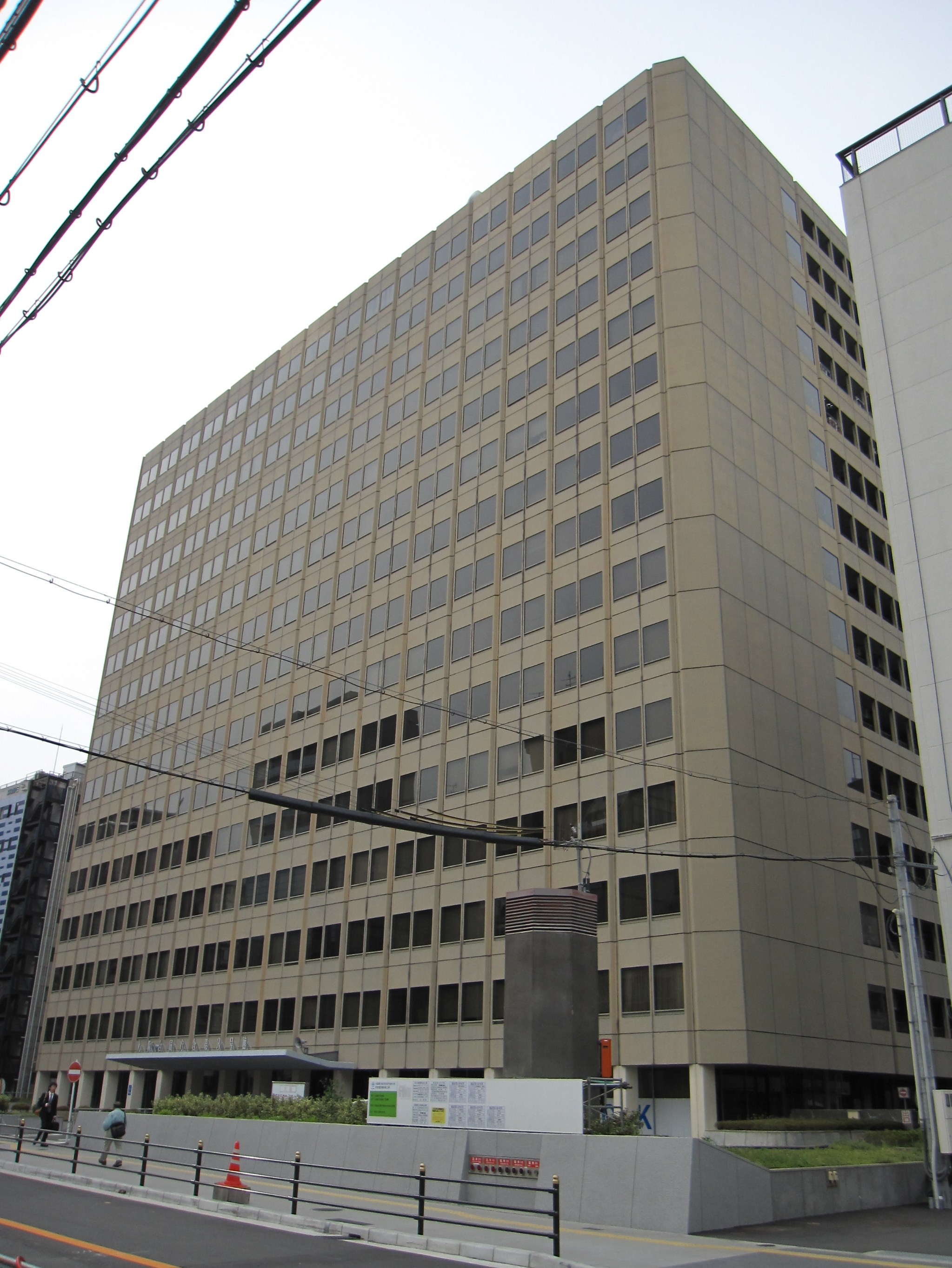
大阪国税局が入居する大阪合同庁舎第3号館

1968年（昭和43年）1月30日、部落解放同盟大阪府連合会の代表者100人余は、大阪国税局別館にて大阪国税局長以下45名と交渉を行い、国税局から
との回答を得た。七項目の確認事項の内容は、『解放新聞』大阪版1969年2月15日付によると以下の通りである。
これらの確認事項は、部落解放同盟や大企連を経由して出される税務申告をフリーパスで認めるものとなっており、部落解放同盟傘下企業の脱税の温床となった。

### 大阪府外への拡大
1969年1月には、大阪国税局長と部落解放同盟近畿ブロックとの間で、この大阪方式を他の府県にも適用するとの確認がおこなわれた。
1970年2月には、国税庁長官が「同和問題について」と題する通達を出し、全国の税務署に「同和地区納税者に対して実情に即した課税」をおこなうよう指示。これにより七項目確認は国税庁の公認のもと全国に拡大した。
1971年12月、部落解放同盟関東ブロックと東京都同和企業連合会（略称は東企連）が東京国税局との間に七項目確認と同様の取決めをおこなった。

### 新七項目の約束事項
以後、この七項目確認は同和対策事業特別措置法の一応の失効（1979年）を目前にした1978年11月、大企連と大阪国税局長篠田信義（当時）との間で「新七項目の約束事項」として更新され、ほぼ現在まで機能し続けている。このときの「新七項目の約束事項」の内容は次の通りである。

### 国会での指摘・答弁
国税庁の答弁は次の通りである。
議事録

## 脱税の温床
現職税務署員の証言によると、税務申告の際に大企連を窓口にすれば1000万円の所得が300万円から400万円に、2000万円の所得が500万円から600万円に圧縮され、所得の3分の2が「減免」された。このような例は大阪だけで数千件あったという。この結果、被差別部落と無関係な企業までが大企連に群がり、部落解放同盟の顔役に数百万円の裏金を密かに包んで大企連に入れてもらうようになった。1997年の調査によると、こうした部落外企業は、大企連の支部組織である飛鳥地区企業者組合の中で28.9パーセントを占めていた。関係者によると、中には暴力団のフロント企業や企業舎弟も加盟していたという。
税務当局は、「同和減免」フリーパスを承認しているだけではなく、企業連加盟業者については、たとえ脱税行為があったとしても追及せず、最初から差し押さえ処分を放棄している。その根拠は、大阪国税局が管内税務署の管理・徴収部門の統括官（課長級以上）の幹部に出した「同和速報」第55号（1976年4月6日付）、表題「企連加入業者に対する更正（決定）に係わる管理・徴収部門における事務処理について」である。
通常、収入の不正申告や無申告を発見した場合、税務署は税金の更正・決定処分をおこない、納税者に通知し、そこで納税者が徴税に応じなければ督促状を出し、それでも納めなければ財産の差し押さえ処分をおこなうことになる。
しかし「同和速報」第55号によると、「更正（決定）通知書を企連事務局経由で送達してきたもの」については「督促保留期限」を「70・12・31」（昭和70年12月31日）とコンピュータに入力するよう指示している。すなわち、徴収の時効である5年間を遥かに超える20年間もの長きにわたり「保留」とし、最初から差し押さえを放棄している。また滞納については「別途連絡する」まで「一切整理を行わない」とし、大阪国税局「特別整理部門」が取り扱う1000万円以上の大口納税者についても、各税務署は大阪国税局に報告しないでよいと通達し、脱税を見逃す趣旨となっている。さらに企業連加入業者に対する徴収・滞納処分などの関係書類はすべて「署長室に保管」して一般納税者と区別し、「定期異動の際には的確に事務引き継ぎを行い無用のトラブルが生じないよう注意する」と、極秘扱いにしている。
この文書が「同和速報」第55号（関係統括者まで開示）となっていることからして、税務処理について一般署員の窺い知れない極秘扱いが他にも多数あると考えられている。
部落解放同盟に対するこのような優遇措置は、上田卓三（部落解放同盟大阪府連委員長、社会党衆院議員）が一般の中小企業を対象に1973年に結成した「大阪府中小企業連合会」（中企連）にも適用されていた。たとえば1985年5月10日付の大阪国税局資産税課長補佐名で各統括官あてに出された「特定譲渡事案の提出について」には、この提出書類は「大企連・中企連を除く」とされており、中企連が企業連（大企連）と同じ優遇措置を受けていたことを示している。

## 同和脱税の問題化・存在の証拠や証言
1996年に「同和脱税」として問題になった際に、国税局ならびに部落解放同盟・大企連は、今日ではこの確認事項の存在を表向き否定していた。しかし、部落解放同盟の機関紙『解放新聞』大阪版（1969年2月15日付）は、上記のように1968年1月の大阪国税局長と部落解放同盟大阪府連合会の交渉結果としてこの七項目確認を掲載している。
総務庁地域改善対策室室長として地対財特法の立案にあたった熊代昭彦（衆議院議員、自民党）は「国税についての問題点は、昭和43年の大阪国税局長と解同中央本部及び大企連（大阪企業連）との間の『いわゆる確認事項』に端を発する」と述べ、この確認事項の存在を認めている。
また、元法務大臣の前田勲男（和歌山県選出参議院議員、自民党同和対策特別委員会委員長）もこの確認事項の存在を認めており、「同企連（同和問題企業連絡会）というのが各地にありました。1968年1月、当時の高木文雄・大阪国税局長が部落解放同盟などとの団体交渉の席で、同和地区の状況を踏まえて課税すると申し合わせた。簡単にいえば、課税面で優遇するという話です。政府は建前上、こんな申し合わせは存在しないことにしてましたが、実態としては存在していた。ただ近年はなくなったはずですけど」と発言している。
この七項目の確認事項については、日本共産党の以下の国会議員が具体的事例を示して「同和減免」の実態を追及している。
- 参院議員沓脱タケ子（1978年4月の参院決算委員会にて）[13][14]
- 参院議員神谷信之助（1979年3月の参院予算委員会にて）[13][14]
- 衆院議員三谷秀治（1979年5月の衆院決算委員会と1982年4月の衆院地方行政委員会にて）[13][14]

さらに1994年6月7日には、衆議院予算委員会第二分科会において、当時の大蔵大臣藤井裕久が野中広務の質問に答えて七項目確認の存在を認めている。野中はこれに先立つ1993年10月6日の衆議院予算委員会でも「昭和四十三年一月三十日以降大阪国税局長と解放同盟中央本部及び大企連との確認事項が行われております」「同和対策特別措置法が施行された後、昭和四十五年二月十日、国税庁長官通達をもって、この国税庁長官通達は、結局はこの四十二年の解同及び大企連との確認事項を追認する形で、最後に、「同和地区納税者に対して、今後とも実情に即した課税を行なうよう配慮すること。」これで、近畿地区だけでなく、全域に広がったのであります。すなわち、これを利用することによって、今度は申告すればそのまま認めてもらえる、そんな器用なことがやれるんならおれも同和を名のろうということで、えせ同和がつくり上げられてきたことは御承知のとおりであります」と述べ、この確認事項の問題を取り上げている。
また、現職（1991年当時）幹部税務署員によると、幹部職員を集めた「同和研修」に際しては、「税の執行機関は、七項目確認事項を誠意をもって対処しなければならない」と書かれた資料が配布されている。
1980年12月、部落解放同盟大阪府連合会委員長上田卓三と部落解放同盟大阪府連合会の副委員長兼「大企連」理事長山口公男との連名（各団体印付）で大阪市内の税務署長に宛てて出された「要求書」には、「要求項目」の2番目として「七項目の確認事項については関係機関へ更に徹底されたい」と書かれている。
2016年12月6日の法務委員会でも、税理士出身の衆院議員の西田昌司（自民党）が「実は私、税理士やってまして、非常にショックを受けたことがあるんですよ。今からもう30年近く前、開業して間もない頃の話ですけど、税法のどこを見ても同和の方々に対して税を優遇するなり、そういうことはどこにも書いてないんですが、実は公然としてあったわけですね。それは税の現場で通達なり、されていたようでありますけれども」、「私現場でも見たことありますから」、「法律で定めていることを超えて、そういう税の特典がされていた現実がある。これはどうだったんだろうか」と問題提起した。
これに対して参考人の灘本昌久は「部落内の中産階級は同和事業に大反対だった。そのような人にもおいしい目をさせて反対の声を抑える上で、同和関係者への税の減免は『配り物』として効果があったかもしれないが、そもそもそんなことが必要だったのかと問われると、長期的には同和事業の推進自体を歪めるものだったろうと私は思う」、「ただ運動を推進する立場からいうと、減免額の相当部分が、場合によっては億単位のお金がカンパとして一支部に入ったので、金銭的には助かったんでしょう」と答えた。

## 同和関係納税者に対する税務事務特別処理要綱
この「七項目の確認事項」とは別個に、1968年以降、大阪府は「同和関係納税者に対する税務事務特別処理要綱」を毎年一部改正しつつ作成している。これによると、個人事業税、自動車税、自動車取得税、不動産取得税の4税が「財団法人大阪府同和事業促進協議会の協力を得て申告書又は申請書を提出した納税義務者」に限って減免される。

また、大阪府が府税事務所長名で府税の督促をする場合、一般府民向けでは
との文面が用いられるが、同和地区住民向けでは
との文面が用いられ、同和地区住民に対しては滞納処分という切り札を取り下げ、より低姿勢な内容となっている。
市町村民税についても同じ減免措置がとられており、大阪市の場合、1972年6月の市財政局長通知により、大阪市同和事業促進協議会（市同促）を通じて財政局に一括申請すれば35平方メートル以下の土地・家屋は固定資産税と都市計画税が全額免除され、それ以上の土地・家屋については50パーセントが減税される。このような特別措置について、地域改善対策協議会の意見具申「今後における地域改善対策について」（1986年12月）では「一部にみられるような特別な納税行動については、その是正につき行政機関の適切な指導が望まれる。同和地区の納税者について、一般の納税者と異なった配慮をすることは、決して、同和問題の解決という精神に沿ったものとはいえない」としている。
なお、減税された金の一部は手数料として企業連に納められ、その一部が企業連の上部組織である部落解放同盟に納められる仕組みとなっている。この手数料は年間数百万円にのぼり、部落解放同盟の一支部の年間収入に匹敵するほどの比重を占めている。

## 全日本同和会の脱税事件
この「七項目の確認事項」は部落解放同盟と国税局のあいだに結ばれた取り決めであって、ほかの同和団体には適用されなかったが、1980年、全日本同和会京都府・市連合会（会長・西田格太郎、副会長・鈴木元動丸、事務局長・槍丸富貴雄＝当時）も大阪国税局に「私たち全日本同和会の組織が住民の税務申告の手伝いをした際には、解放同盟のやっているのと同じように我々の申告をそのとおり認めてもらうように」と要求した。これを受けて上京税務署は一旦「解放同盟と同じように配慮させてもらいます」と回答したが、1981年には「あなた方の組織は自民党系なのだから、ゼロ申告などという無茶なことは言わずに、本来の税金額のうちほんの少しでもいいから払ってほしい」と全日本同和会に頼むようになる。最終的に、1982年から本来の税金額の5パーセントから20パーセントは支払うことで合意が成立。この脱税行為に必要な架空債務を作るためのダミー企業として、全日本同和会は1985年5月に「有限会社同和産業」を設立した。
全日本同和会によるこの行為は、1985年5月、16億4000万円を超える大型脱税事件として摘発を受け、全日本同和会副会長ら3人が逮捕され、実刑判決を受ける事態に発展した。このとき、全日本同和会に対するカンパ名目で幹部らが37名の納税義務者から受け取った金額は7億3600万円にのぼる。
このように部落解放同盟の真似をした同和団体だけが摘発され、「脱税請負の本家」である部落解放同盟が摘発を免れたことには批判の声も上がった。

## 部落解放同盟の脱税事件
1993年、部落解放同盟京都府連合会東三条支部員が「部落解放同盟京都府企業連合会（京企連）を通じて申告すれば、税金は半分位ですむ」「大阪国税局と大阪企業連合の間で取決めがある。あなたに迷惑はかからない」と同和団体と無関係な会社役員に請け合い、同支部副支部長らと共謀して相続税の脱税を仲介し、実質2億4000万円の報酬と引き換えに、約11億円の納税を違法に免れさせた。このため、同支部員は同役員の共犯として摘発され、1996年に京都地裁で懲役2年、罰金1億円の実刑判決を受けた。
このとき、担当裁判官の藤田清臣は「被告人は、捜査公判において、本件のような脱税仲介を敢行した背景につき、前記解同近畿ブロックと大阪国税局長との七項目の確認事項に基づき、解同を通じて税申告さえすれば、国税当局はその脱税を黙認してきた実情があった旨を強調しており」、「（被告人は）京企連を通じての申告により以前自ら脱税をしたり、脱税を仲介して謝礼を貰ったことがあり」、「被告人の認識としては、同和団体を通じて税申告さえすれば、例え不正申告であっても、前記確認事項に基づいて、国税当局は一切問題にしないものと信じており、それに誘発されて本件脱税を仲介した側面がある」と認定した。

## 部落解放同盟の元顧問税理士の指南による脱税事件
2010年、元小倉税務署長の税理士（以下T）ら3名が法人税法違反の容疑で逮捕された。3名は北九州市の不動産会社アイデアル社の所得を実際より15億円ほど過少申告し、4億4000万円を脱税した罪で起訴され、うちTは「部落解放同盟を通じて税務申告すれば審査が甘くなる」と提案して見返りに4000万円を受け取った事実が福岡地裁に認定され、2011年に懲役1年6月の実刑判決を受けた。ほか2名の被告人も有罪となった。
Tの弁護人は、被疑事実について「脱税ではなく同和企業を対象にした固定資産税の特別控除」であり、国税庁の通達に基づく行為であったとして無罪を主張。Tはまた「7項目の確認事項は前任者から引き継ぎをうけ、私も後任に引き継いだ」、「同和特別控除は、国の法失効後も、部落解放同盟の強い要望で、水面下で慣行化」していると証言し、部落解放同盟福岡県連の担当役員2人に600万円の謝礼を渡した事実を認めた。のち、2012年に福岡高裁で執行猶予つき有罪判決が確定した。